# Indigofera digitata
Indigofera digitata är en ärtväxtart som beskrevs av Carl Peter Thunberg. Indigofera digitata ingår i släktet indigosläktet, och familjen ärtväxter. Inga underarter finns listade i Catalogue of Life.